# Neenchelys
Neenchelys – rodzaj ryb promieniopłetwych z podrodziny Myrophinae w obrębie rodziny żmijakowatych (Ophichthidae).

## Rozmieszczenie geograficzne
Do rodzaju należą gatunki występujące w wodach w wodach Indo-Pacyfiku. N. microtretus jest endemitem Morza Czerwonego.

## Morfologia
Długość ciała do 78,2 cm; brak danych dotyczących masy ciała.

## Systematyka
Rodzaj zdefiniowała w 1915 roku brytyjska biolożka morska Ruth Culshaw Bamber w artykule poświęconym rybom z raportu o biologii morskiej sudańskiej części Morza Czerwonego, ze zbiorów Cyrila Crosslanda, opublikowanym w czasopiśmie The Journal of the Linnean Society of London. Gatunkiem typowym jest (oznaczenie monotypowe) N. microtretus.

### Etymologia
Neenchelys: gr. νεος neos ‘nowy’; εγχελυς enkhelus ‘węgorz’.

### Podział systematyczny
Do rodzaju należą następujące gatunki:
- Neenchelys andamanensis Hibino, Satapoomin & Kimura, 2015
- Neenchelys buitendijki Weber & de Beaufort, 1916
- Neenchelys cheni (Chen & Weng, 1967)
- Neenchelys daedalus McCosker, 1982
- Neenchelys diaphora Ho, McCosker & Smith, 2015
- Neenchelys gracilis Ho & Loh, 2015
- Neenchelys mccoskeri Hibino, Ho & Kimura, 2012
- Neenchelys microtretus Bamber, 1915
- Neenchelys nudiceps Tashiro, Hibino & Imamura, 2015
- Neenchelys parvipectoralis Chu, Wu & Jin, 1981
- Neenchelys pelagica Ho, McCosker & Smith, 2015
- Neenchelys retropinna Smith & Böhlke, 1983
- Neenchelys similis Ho, McCosker & Smith, 2015